# Prothyma
Prothyma es un género de coleópteros adéfagos de la familia Carabidae.

## Especies
Contiene las siguientes especies:
- Prothyma annamica Deuve, 2002
- Prothyma assamensis Rivalier, 1964
- Prothyma banksi W.Horn, 1923
- Prothyma bidentilabris W.Horn, 1934
- Prothyma birmanica Rivalier, 1964
- Prothyma bordonii Cassola, 1980
- Prothyma bottegoi (W.Horn, 1897)
- Prothyma bouvieri (W.Horn, 1896)
- Prothyma cassolai Naviaux, 1991
- Prothyma coerulea W.Horn, 1920
- Prothyma concinna (Dejean, 1831)
- Prothyma confusa G.Muller, 1939
- Prothyma discretepunctata W.Horn, 1924
- Prothyma erythropyga (Putzeys, 1880)
- Prothyma exornata Schmidt-Goebel, 1846
- Prothyma fallaciosa Rivalier, 1964
- Prothyma guttipennis Boheman, 1848
- Prothyma henningi W.Horn, 1898
- Prothyma heteromalla (W.S.MacLeay, 1825)
- Prothyma heteromallicollis W.Horn, 1909
- Prothyma hopkinsi W.Horn, 1909
- Prothyma incerata Rivalier, 1964
- Prothyma laophila Deuve, 2002
- Prothyma leprieurii (Dejean, 1831)
- Prothyma lucidicollis (Chaudoir, 1869)
- Prothyma methneri W.Horn, 1921
- Prothyma nitida Rivalier, 1964
- Prothyma ornata Naviaux, 1989
- Prothyma proxima (Chaudoir, 1860)
- Prothyma quadriguttata (Quensel in Schoenherr, 1806)
- Prothyma quadripustulata Boheman, 1848
- Prothyma radama Kunckel dHerculais in Grandidier, 1887
- Prothyma rapillyi Naviaux, 1989
- Prothyma reconciliatrix (W.Horn, 1900)
- Prothyma schmidtgoebeli (W.Horn, 1895)
- Prothyma schultzei W.Horn, 1908
- Prothyma scrobiculata (Wiedemann, 1823)
- Prothyma shancola Sawada & Wiesner, 1998
- Prothyma tenuipenis W.Horn, 1934
- Prothyma vientianensis Sawada & Wiesner, 1996
- Prothyma werneri (Sawada & Wiesner, 1998)